# Martín García Óñez de Loyola

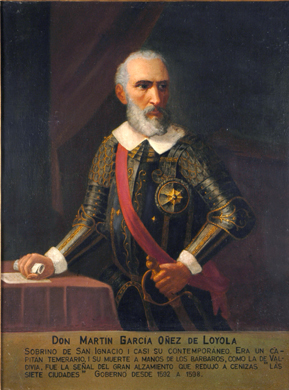
Martín García Óñez de Loyola

Don Martín García Óñez de Loyola (Azpeitia, Gipuzkoa, 1549 — Curalaba, 24 de dezembro de 1598) foi um militar basco espanhol e governador real da Capitania Geral do Chile. Muito provavelmente Inácio de Loyola, fundador da Companhia de Jesus, era seu tio.

## Início da vida
Ainda jovem, em 1568, chegou ao Peru ao lado do novo vice-rei Francisco de Toledo, conde de Oropesa, como capitão da guarda. Em 1572, durante a expedição militar contra Túpac Amaru - o último descendente dos Incas que resistiam à dominação estrangeira - Óñez de Loyola liderou uma brilhante ação de uma coluna avançada que caiu sobre o acampamento dos incas e o capturou.
Por esse grande feito, ele ganhou o posto de corregedor em várias cidades peruanas, dando-lhe direito a seus bens e trabalho. Ele também se casou com Beatriz Clara Coya, filha do governante inca Sayri Túpac e sobrinha de Túpac Amaru.
Com essas recomendações, o rei nomeou-o governador do Rio da Prata e do Paraguai em 1592. No entanto, pouco antes de assumir o cargo, Filipe II designou-o Governador Real do Chile, pois era considerado o oficial mais apto a terminar a Guerra de Arauco.

## Governador do Chile

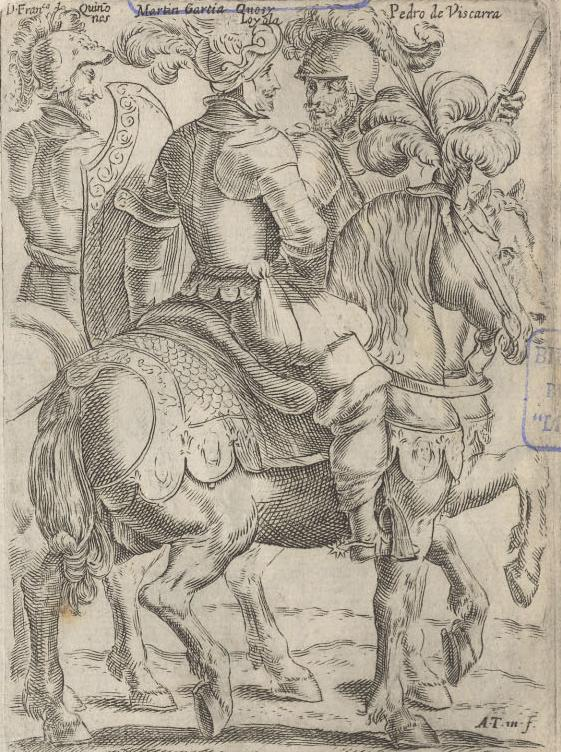
Gravura de Alonso de Ovalle de 1646 de Quiñónez, Óñez de Loyola e Viscarra

Óñez de Loyola chegou ao Chile em 23 de setembro de 1592. Ele estava determinado a pacificar o Arauco. Para promover este fim, partiu imediatamente para Concepción à frente de 110 soldados que encontrara na capital. No entanto, percebeu que com recursos tão escassos não conseguiria atingir seu objetivo e pediu reforços ao Peru.
No entanto, a aparição do pirata britânico Richard Hawkins alarmou as autoridades do Peru e seus reforços foram convocados para a defesa do próprio Peru. Hawkins também atacou o Chile durante suas campanhas, atacando Valparaíso, por exemplo, onde capturou um navio. Por causa da capacidade limitada de seu navio, ele só pegava as coisas que precisava e deixava os marinheiros capturados irem livres.
O governador não recebeu os soldados solicitados, mas membros das ordens jesuíta e agostiniana chegaram. Os primeiros teriam grande importância para eventos posteriores na colonização do Chile, até serem eventualmente expulsos.
O governador decidiu que não podia esperar mais e em 1594 iniciou uma campanha para o sul com o pequeno contingente que havia reunido. Ele fundou um forte em Santa Cruz de Óñez em maio de 1594, perto da confluência dos rios Bio-Bio e Laja em Catiray, onde as minas de ouro estavam localizadas no rio Rele. O forte foi elevado à categoria de cidade em 1595, dando-lhe o nome de Santa Cruz de Coya.
Três anos depois, chegou um grupo de 140 reforços, mas não foram suficientes. A falta de reforços não foi culpa do vice-rei - que ofereceu generosos incentivos para se juntar ao exército -, mas sim do nome do Chile, que ficou tão manchado pelo conflito interminável que ninguém queria arriscar suas vidas indo para um inferno desses.

## Morte
O governador estava em La Imperial quando chegou a notícia de que os mapuches haviam renovado seus ataques contra Angol. Para reforçar esse ponto, partiu com 50 homens em 21 de dezembro de 1598. No segundo dia da marcha, eles chegaram a um lugar chamado Curallaba ou Curalava (a rocha quebrada), às margens do rio Lumaco, onde descansaram sem tomar nenhuma precaução contra ataques. Nas noites dos dias 23 e 24 os índios se aproximaram do acampamento e, com gritos e sons de buzinas, atacaram os espanhóis.
Óñez de Loyola e uma dupla de soldados ao seu lado lutaram bravamente, mas finalmente sucumbiram às lanças dos nativos. No corpo a corpo quase todos os espanhóis morreram, exceto um clérigo chamado Bartolomé Pérez, que foi feito prisioneiro, e um soldado chamado Bernardo de Pereda, que recebeu 23 ferimentos em seu corpo e foi deixado para morrer, mas provavelmente sobreviveu.

Os mapuches então iniciaram uma revolta geral que destruiu todas as cidades de sua terra natal ao sul do rio Biobío. Eles mantiveram a cabeça de Óñez de Loyola, devolvendo-a anos depois ao governador Alonso García de Ramón.